# Symplecta winthemi
Symplecta winthemi är en tvåvingeart som först beskrevs av Alexander 1922.  Symplecta winthemi ingår i släktet Symplecta och familjen småharkrankar. Inga underarter finns listade i Catalogue of Life.